# SN 2010jf
SN 2010jf – supernowa typu Ia-pec odkryta 20 października 2010 roku w galaktyce PGC1183175. W momencie odkrycia miała maksymalną jasność 17,70m.